# District de Yamagata
Ne doit pas être confondu avec Préfecture de Yamagata.
Le district de Yamagata (山県郡, Yamagata-gun) est un district situé dans la préfecture de Hiroshima, au Japon.

## Géographie

### Démographie
Au 1er août 2014, la population du district de Yamagata était de 25 843 habitants répartis sur une superficie de 988,49 km2.

### Divisions administratives
Le district de Yamagata est constitué de deux bourgs : Akiōta et Kitahiroshima.